# 아시안 슈퍼컵
아시안 슈퍼컵(Asian Super Cup)은 아시안 클럽 챔피언십 우승 팀과 아시안 컵위너스컵 우승 팀이 맞붙은 대회였다. 1995년에 시작되어 2002년까지 계속된 이 대회는 아시아 축구 연맹(AFC)이 AFC 챔피언스리그를 신설하면서 AFC 챔피언스리그에 합병, 폐지되었다. 마지막 대회 우승 팀은 대한민국의 수원 삼성 블루윙즈였다.

## 역대 대회 결과
| 연도            | 우승 팀                     | 득점                            | 준우승 팀                 |
| --------------- | --------------------------- | ------------------------------- | ------------------------- |
| 1995년 상세정보 | 요코하마 플뤼겔스 일본      | 4 - 3 (종합 전적)               | 태국 농민은행 태국        |
| 1996년 상세정보 | 천안 일화 천마 대한민국     | 6 - 3 (종합 전적)               | 벨마레 히라츠카 일본      |
| 1997년 상세정보 | 알힐랄 사우디아라비아       | 2 - 1 (종합 전적)               | 포항 스틸러스 대한민국    |
| 1998년 상세정보 | 알나스르 사우디아라비아     | 1 - 1 (종합 전적)               | 포항 스틸러스 대한민국    |
| 1999년 상세정보 | 주빌로 이와타 일본          | 2 - 2 (종합 전적, 원정 다득점)  | 알이티하드 사우디아라비아 |
| 2000년 상세정보 | 알힐랄 사우디아라비아       | 3 - 2 (종합 전적)               | 시미즈 에스펄스 일본      |
| 2001년 상세정보 | 수원 삼성 블루윙즈 대한민국 | 4 - 3 (종합 전적)               | 알샤바브 사우디아라비아   |
| 2002년 상세정보 | 수원 삼성 블루윙즈 대한민국 | 1 - 1 (종합 전적, 승부차기 4-2) | 알힐랄 사우디아라비아     |

## 통계

### 클럽별 우승 횟수
| 팀                 | 우승 | 준우승 | 우승 연도  | 준우승 연도 |
| ------------------ | ---- | ------ | ---------- | ----------- |
| 알힐랄             | 2    | 1      | 1997, 2000 | 2002        |
| 수원 삼성 블루윙즈 | 2    | 0      | 2001, 2002 |             |
| 요코하마 플뤼겔스  | 1    | 0      | 1995       |             |
| 천안 일화 천마     | 1    | 0      | 1996       |             |
| 알나스르           | 1    | 0      | 1998       |             |
| 주빌로 이와타      | 1    | 0      | 1999       |             |
| 포항 스틸러스      | 0    | 2      |            | 1997, 1998  |
| 태국 농민은행      | 0    | 1      |            | 1995        |
| 벨마레 히라쓰카    | 0    | 1      |            | 1996        |
| 알이티하드         | 0    | 1      |            | 1999        |
| 시미즈 에스펄스    | 0    | 1      |            | 2000        |
| 알샤바브           | 0    | 1      |            | 2001        |

### 국가별 우승 횟수
| # | 국가           | 우승 | 준우승 |
| - | -------------- | ---- | ------ |
| 1 | 사우디아라비아 | 3    | 3      |
| 2 | 대한민국       | 3    | 2      |
| 3 | 일본           | 2    | 2      |
| 4 | 태국           | 0    | 1      |

### 대회별 우승 횟수
| 대회                 | 우승 | 준우승 |
| -------------------- | ---- | ------ |
| 아시안 클럽 챔피언십 | 5    | 3      |
| 아시안 컵위너스컵    | 3    | 5      |

## 같이 보기
- 슈퍼컵